# Ellora
Ellora o Ellorā es una localidad de la India, antiguamente conocida con el sobrenombre de Elapurā, se encuentra a 30 km de la ciudad de Aurangābād en el distrito homónimo, en el pradesh o estado federal de Maharashtra.También se conoce como Elapura en la literatura Rashtrakutakannada
Ellora es célebre por su arquitectura rupestre, con monasterios y templos budistas (grupo A : grutas 1 a 12 que datan del aproximadamente el año 500 a aproximadamente el 650), hinduistas (grupo B : grutas 13 a 29 establecidas entre los siglos VII y VIII) y jainas (grupo C : grutas 30 a 34 construidas entre los siglos VIII y XIII).
Estas estructuras han sido excavadas en un precipicio de los montes Charanandri, siendo su número total 34, de las cuales 12 son budistas, 17 hinduistas y 5 jainistas. La coexistencia de estas edificaciones demuestra cierto grado de tolerancia interreligiosa en la India hasta la llegada del Islam.
Las grutas budistas son las estructuras más antiguas y consisten principalmente en vihāras y monasterios, algunos de estos son verdaderos santuarios exornados por una imagen del Buda. En este conjunto la joya del lugar es el templo de Kailāsanātha (725-755), se trata de un edificio en forma de templo, completamente excavado en la roca.
En el año 1983, Ellorā ha sido declarado Patrimonio Mundial de la Humanidad por la Unesco.

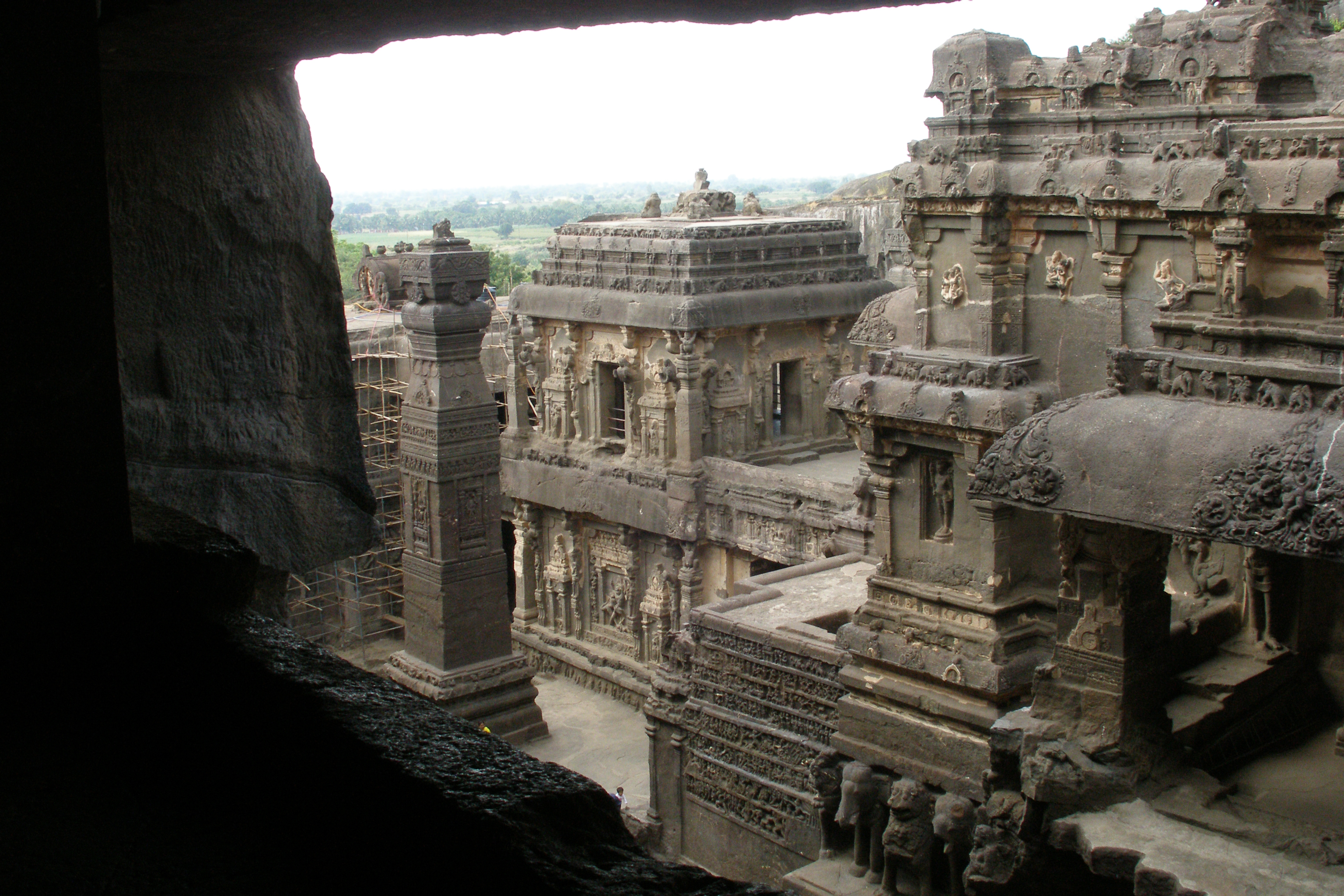
Vista del templo de Kailāsanātha.

## Enlaces externos

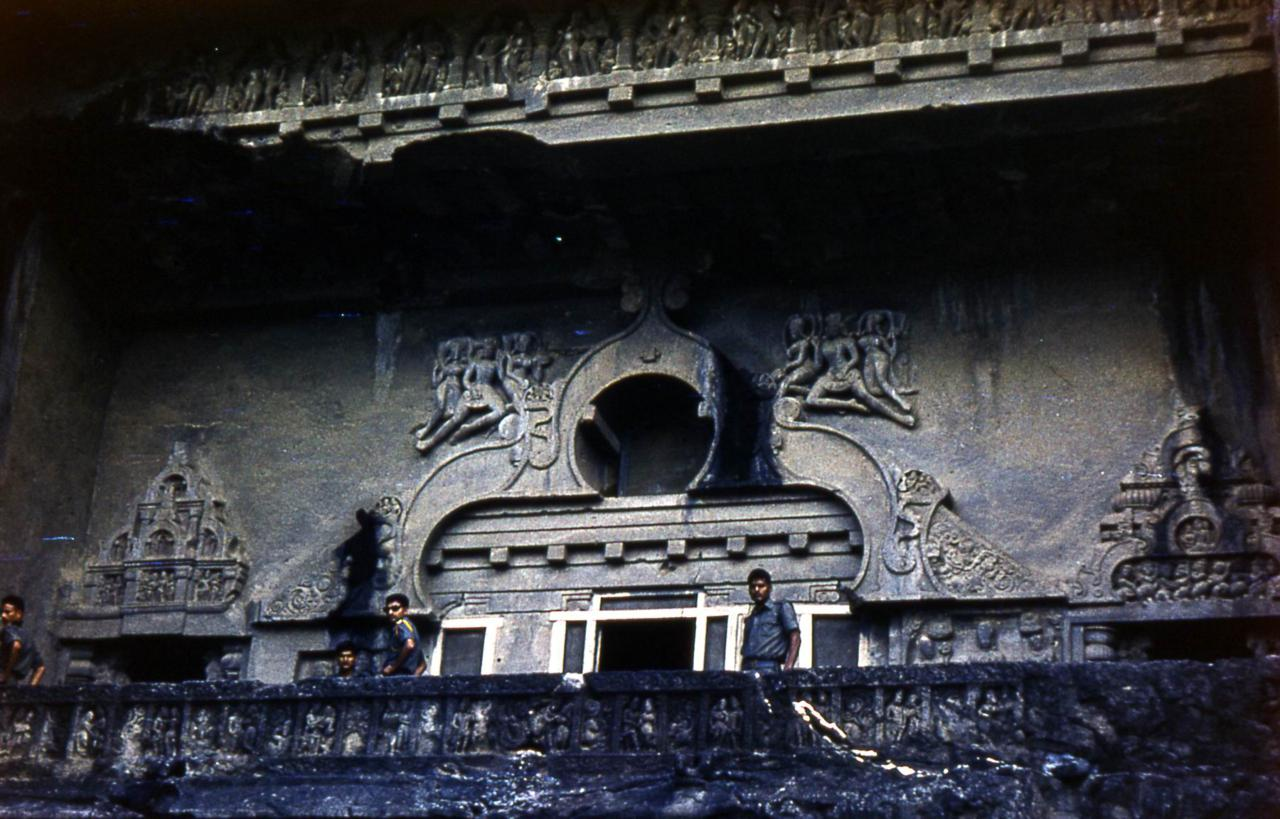
Uno de los templos de la cueva en Ellora